# Saint Éreptiole
Saint Éreptiole (né vers 400 et mort en 473) fut le premier évêque de Coutances au Ve siècle (vers 430-474). Il évangélisa les païens locaux et fit construire une première église en bois. Vers 435 il aurait évangélisé Cherbourg où il aurait vers l'an 436 fondé l'asile de la maison de Dieu, bâti en bordure du ruisseau la Bucaille à Cherbourg, et cette institution de la générosité publique perdura jusqu'en 1053.